# Heydar Aliyevstadion
Het Heydar Aliyevstadion is een voetbalstadion in de Azerbeidzjaanse stad İmişli. In het stadion speelde FK MKT Araz Imishli haar thuiswedstrijden.